# Campeonato Asiático de Atletismo de 2013 - Lançamento de disco masculino
A prova do lançamento de disco masculino do Campeonato Asiático de Atletismo de 2013 foi disputada no dia 4 de julho de 2013 no Shree Shiv Chhatrapati Sports Complex em Pune, na Índia. 

## Recordes
Antes desta competição, os recordes mundiais e do campeonato nesta prova eram os seguintes:
|                       | Nome          | Nacionalidade     | Distância | Local          | Data                |
| --------------------- | ------------- | ----------------- | --------- | -------------- | ------------------- |
| Recorde mundial       | Jürgen Schult | Alemanha Oriental | 74m 08cm  | Neubrandenburg | 6 de junho de 1986  |
| Recorde do campeonato | Ehsan Haddadi | Irão              | 65m 38cm  | Amã            | 27 de julho de 2007 |
| Recorde asiático      | Ehsan Haddadi | Irão              | 69m 32cm  | Tallinn        | 3 de junho de 2008  |

## Medalhistas
| Ouro              | Prata                 | Bronze                     |
| Vikas Gowda (IND) | Mohammad Samimi (IRI) | Ahmed Mohammed Dheeb (QAT) |

## Cronograma
Todos os horários são locais (UTC+5:30).
| Data       | Hora  | Evento |
| ---------- | ----- | ------ |
| 4 de julho | 18:45 | Final  |

## Final
A final da prova ocorreu dia 4 de julho às 18:45.
| Posição           | Atleta                 | Nacionalidade  | #1    | #2    | #3    | #4    | #5    | #6    | Resultados | Notas |
| ----------------- | ---------------------- | -------------- | ----- | ----- | ----- | ----- | ----- | ----- | ---------- | ----- |
| Medalha de ouro   | Vikas Gowda            | Índia          | 58.64 | x     | 61.81 | 64.90 | 62.40 | 63.26 | 64.90      |       |
| Medalha de prata  | Mohammad Samimi        | Irão           | x     | 56.33 | 61.93 | 55.45 | x     | x     | 61.93      |       |
| Medalha de bronze | Ahmed Mohammed Dheeb   | Catar          | 58.07 | 56.14 | 59.96 | x     | 60.82 | 59.03 | 60.82      |       |
| 4                 | Mahmoud Samimi         | Irão           | 55.48 | 53.98 | 59.35 | 60.24 | x     | 60.24 | 60.24      |       |
| 5                 | Momani Musab           | Jordânia       | 56.60 | x     | 56.38 | 60.21 | 58.21 | x     | 60.21      |       |
| 6                 | Sultan Al-Dawoodi      | Arábia Saudita | 60.05 | 55.89 | 57.89 | 59.18 | 58.03 | 58.58 | 60.05      |       |
| 7                 | Rashid Shafi Al-Dosari | Catar          | 57.93 | 58.66 | 56.86 | 58.37 | 57.07 | 57.68 | 58.66      |       |
| 8                 | Eisa Zenkawi           | Kuwait         | 54.67 | 55.31 | 56.96 | 54.38 | x     | x     | 56.96      |       |
| 9                 | Haidar Nasir           | Iraque         | 50.61 | x     | 54.05 |       |       |       | 54.05      |       |
| 10                | Choi Jong-Bum          | Coreia do Sul  | 52.93 | 53.92 | x     |       |       |       | 53.92      |       |
| 11                | Arjun                  | Índia          | 52.90 | x     | 48.35 |       |       |       | 52.90      |       |
| 12                | Vikas Poonia           | Índia          | 51.30 | 50.35 | 50.22 |       |       |       | 51.30      |       |
| 13                | Wang Yao-Hui           | Taipé Chinesa  | x     | x     | 50.80 |       |       |       | 50.80      |       |
| 14                | Maksat Mammedov        | Turquemenistão |       |       |       |       |       |       | DNS        |       |

Legenda
| Recorde mundial       | Recorde mundial (World record)               |                       | Recorde africano                      | Recorde africano (African) |                                           | Q | Classificado por posição (Qualified) |
| Recorde do campeonato | Recorde do campeonato (Championship record)  | Recorde da América    | Recorde da América (Americas)         | q                          | Classificado por melhor tempo (Qualified) |   |                                      |
| Melhor marca do ano   | Melhor marca do ano (World leading)          | Recorde asiático      | Recorde asiático (Asian)              | DNS                        | Não largou (Did not start)                |   |                                      |
| Recorde nacional      | Recorde nacional (National record)           | Recorde europeu       | Recorde europeu (European)            | DNF                        | Não terminou (Did not finish)             |   |                                      |
| Recorde pessoal       | Recorde pessoal do atleta (Personal best)    | Recorde da Oceania    | Recorde da Oceania (Oceania)          | DSQ / DQ                   | Desclassificado (Disqualified)            |   |                                      |
| Recorde da temporada  | Recorde da temporada do atleta (Season best) | Recorde sul-americano | Recorde sul-americano (South America) | NM                         | Sem marca (No mark)                       |   |                                      |